# هيشم حديث أمريكي
هَيْشَم حديث أمريكي أو كوشية أمريكية (الاسم العلمي: Neokochia americana)، نوع نباتات مُزهرة من فصيلة القطيفية. تُعرف باسم الرخوة الخضراء.

## الوصف
هي شجيرة قزمة قرفصائية، سيقانها عديدة مترامية الأطراف، ومعظمها غير متفرعة ويبلغ أقصى ارتفاع لها قرابة 40 سم. السيقان مغطاة بأوراق صغيرة سمينية متشابكة يبلغ طولها أقل من 2 سم. تكون السيقان والأوراق أحيانًا مشعرة قليلاً. تركيب أوراق من "نمط C3 Neokochia americana" يحيط بها نسيج مائي سميك. أزهارها بيضاء صوفية منفردة أو في مجموعات صغيرة. غلاف الزهرة الإثماري ذو 5 أجنحة.

## التوزيع
تعود أصول الهيشم الحديث الأمريكي إلى غرب الولايات المتحدة من كاليفورنيا إلى مونتانا حتى تكساس، حيث تنمو في التربة الجافة والقلوية مثل المسطحات القلوية والأخاديد الجافة. من الأنواع الوثيقة الصلة هي هيشم حديث كاليفورني.

## روابط خارجية
- Jepson Manual Treatment
- USDA Plants Profile
- Flora of North America